# Isatis biscutellifolia
Isatis biscutellifolia är en korsblommig växtart som beskrevs av Pierre Edmond Boissier och Friedrich Alexander Buhse. Isatis biscutellifolia ingår i släktet vejdar, och familjen korsblommiga växter. Inga underarter finns listade i Catalogue of Life.